# Saison 3 de Hannibal
Chronologie
Saison 2
Cet article présente les treize épisodes de la troisième et dernière saison de la série télévisée américaine Hannibal.

## Généralités
Le 9 mai 2014, la série a été renouvelée pour une troisième saison.
Le 27 novembre 2015, le service de vidéo à la demande Netflix met en ligne la saison 3 dans son catalogue canadien avec le doublage français.

## Distribution

### Acteurs principaux
- Hugh Dancy : agent spécial Will Graham
- Mads Mikkelsen : Dr Hannibal Lecter
- Caroline Dhavernas : Dr Alana Bloom
- Gillian Anderson : Dr Bedelia Du Maurier[2]
- Laurence Fishburne : agent spécial Jack Crawford

### Acteurs récurrents et invités
- Scott Thompson : agent spécial Jimmy Price
- Aaron Abrams : agent spécial Brian Zeller
- Lara Jean Chorostecki : Fredericka « Freddie » Lounds
- Kacey Rohl : Abigail Hobbs
- Raúl Esparza : Dr Frederick Chilton
- Eddie Izzard : Dr Abel Gideon
- Anna Chlumsky : Miriam Lass
- Gina Torres : Phyllis « Bella » Crawford
- Tao Okamoto : Chiyoh[3]
- Joe Anderson : Mason Verger[4]
- Richard Armitage : Francis Dolarhyde[5]
- Nina Arianda : Molly[6]
- Rutina Wesley : Reba McClane[7]
- Zachary Quinto : patient du Dr Du Maurier[8]

## Épisodes

### Épisode 1:Antipasto
- États-Unis /  Canada : 4 juin 2015 sur NBC[9] / Citytv
- Québec :
  - 27 novembre 2015 sur Netflix
  - 4 janvier 2016 sur AddikTV
- France : 6 janvier 2016 sur Canal+ Séries

- États-Unis : 2,57 millions de téléspectateurs[10]

- Eddie Izzard (Dr Abel Gideon)

### Épisode 2:Primavera
- États-Unis /  Canada : 11 juin 2015 sur NBC / Citytv
- Québec :
  - 27 novembre 2015 sur Netflix
  - 11 janvier 2016 sur AddikTV
- France : 6 janvier 2016 sur Canal+ Séries

- États-Unis : 1,66 million de téléspectateurs[11]

Kacey Rohl

### Épisode 3:Secondo
- États-Unis /  Canada : 18 juin 2015 sur NBC / Citytv
- Québec :
  - 27 novembre 2015 sur Netflix
  - 18 janvier 2016 sur AddikTV
- France : 6 janvier 2016 sur Canal+ Séries

- États-Unis : 1,69 million de téléspectateurs[12] (première diffusion)

- Tao Okamoto (Chiyoh)

### Épisode 4:Aperitivo
- États-Unis /  Canada : 25 juin 2015 sur NBC / Citytv

- États-Unis : 1,46 million de téléspectateurs[13] (première diffusion)
- Québec :
  - 27 novembre 2015 sur Netflix
  - 25 janvier 2016 sur AddikTV
- France : 13 janvier 2016 sur Canal+ Séries

### Épisode 5:Contorno
- États-Unis /  Canada : 2 juillet 2015 sur NBC / Citytv
- Québec :
  - 27 novembre 2015 sur Netflix
  - 1er février 2016 sur AddikTV
- France : 13 janvier 2016 sur Canal+ Séries

- États-Unis : 1,23 million de téléspectateurs[14] (première diffusion)

### Épisode 6:Dolce
- États-Unis /  Canada : 9 juillet 2015 sur NBC / Citytv
- Québec :
  - 27 novembre 2015 sur Netflix
  - 8 février 2016 sur AddikTV
- France : 13 janvier 2016 sur Canal+ Séries

- États-Unis : 1,38 million de téléspectateurs[15] (première diffusion)

### Épisode 7:Digestivo
- Canada : 16 juillet 2015 sur Citytv
- États-Unis : 18 juillet 2015 sur NBC[16]
- Québec :
  - 27 novembre 2015 sur Netflix
  - 15 février 2016 sur AddikTV
- France : 20 janvier 2016 sur Canal+ Séries

- États-Unis : 1,2 million de téléspectateurs[17] (première diffusion)

### Épisode 8:Le Grand Dragon rouge
- Canada : 23 juillet 2015 sur Citytv
- États-Unis : 25 juillet 2015 sur NBC
- Québec :
  - 27 novembre 2015 sur Netflix
  - 22 février 2016 sur AddikTV
- France : 20 janvier 2016 sur Canal+ Séries

- États-Unis : 1 million de téléspectateurs[18] (première diffusion)

### Épisode 9:... Et la femme vêtue du soleil
- Canada : 30 juillet 2015 sur Citytv
- États-Unis : 1er août 2015 sur NBC
- Québec :
  - 27 novembre 2015 sur Netflix
  - 29 février 2016 sur AddikTV
- France : 20 janvier 2016 sur Canal+ Séries

- États-Unis : 1,05 million de téléspectateurs[19] (première diffusion)

### Épisode 10:... Et la femme vêtue de soleil
- Canada : 6 août 2015 sur Citytv
- États-Unis : 8 août 2015 sur NBC
- Québec :
  - 27 novembre 2015 sur Netflix
  - 7 mars 2016 sur AddikTV
- France : 27 janvier 2016 sur Canal+ Séries

### Épisode 11:... Et la bête de la mer
- Canada : 13 août 2015 sur Citytv
- États-Unis : 15 août 2015 sur NBC
- Québec :
  - 27 novembre 2015 sur Netflix
  - 14 mars 2016 sur AddikTV
- France : 27 janvier 2016 sur Canal+ Séries

### Épisode 12:Le nombre de la bête est 666
- Canada : 20 août 2015 sur Citytv
- États-Unis : 22 août 2015 sur NBC
- Québec :
  - 27 novembre 2015 sur Netflix
  - 21 mars 2016 sur AddikTV
- France : 27 janvier 2016 sur Canal+ Séries

### Épisode 13:La Colère de l'agneau
- Canada : 27 août 2015 sur Citytv
- États-Unis : 29 août 2015 sur NBC
- Québec :
  - 27 novembre 2015 sur Netflix
  - 28 mars 2016 sur AddikTV
- France : 3 février 2016 sur Canal+ Séries